# 清元延寿太夫 (6代目)

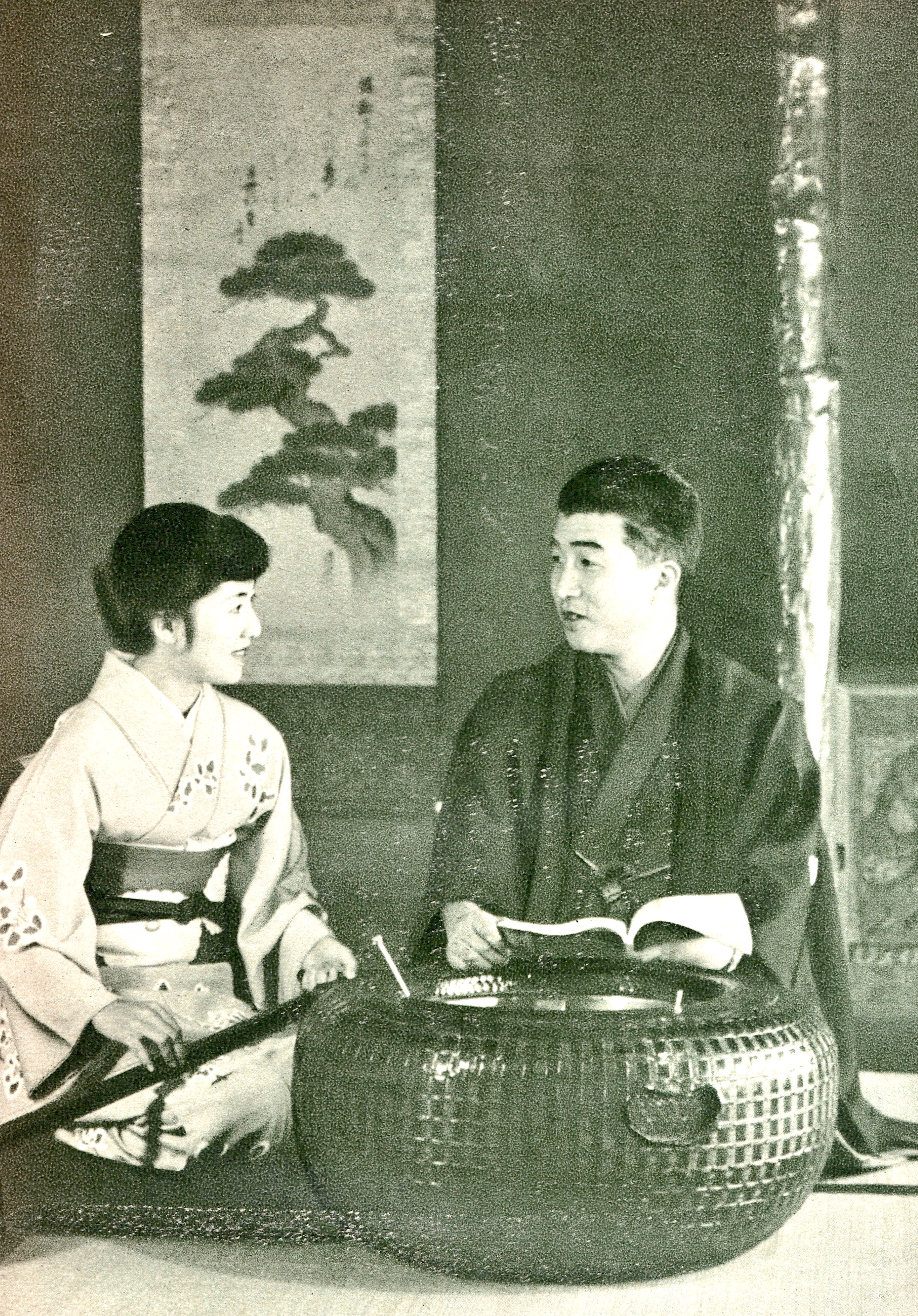
火鉢にあたる六代目清元延寿太夫夫妻（1953年）

六代目 清元 延寿太夫（ろくだいめ きよもと えんじゅだゆう　大正15年（1926年）9月27日 - 昭和62年（1987年）2月5日）は

東京都出身。本名、岡村清道。父は若くして死去した、四代目清元榮壽太夫。祖父は「高輪の家元」、「孤高の名人」と言われた五代目清元延寿太夫

正式表記は旧字の延壽太夫。

## 経歴
- 1926年　四代目清元栄寿太夫の長男として生まれる。
- 慶應義塾大学卒業。祖父、父に師事。
- 1941年　五代目清元栄寿太夫を襲名。
- 1948年　新橋演舞場の六代目尾上菊五郎の「助六曲輪櫻」で六代目清元延寿太夫を襲名。

早くに父、祖父を亡くしたので苦労が多かったが、三味線の清元榮壽郎らが、彼を補佐した。
- 1964年　清元協会の初代会長。
- 1982年　脳梗塞で倒れる。舞台出演から遠ざかる。
- 1987年2月5日　死亡。60歳。

## 家族
妻は六代目尾上菊五郎の次女の多喜子。長男が七代目清元延寿太夫。孫は三味線方の清元昴洋と歌舞伎役者の二代目尾上右近。七代目尾上梅幸と二代目尾上九朗右衛門と十七代目中村勘三郎は義兄（十七代目勘三郎とは夫人同士が姉妹）、二代目大川橋蔵は義弟にあたる。